# Бобрецкий, Николай Васильевич
 Николай Васильевич Бобрецкий  (1843—1907) — российский зоолог, профессор и ректор Императорского университета Св. Владимира.

## Биография
Родился 19 (31) мая 1843 года в селе Троянке, Балтский уезд, Подольская губерния в семье сельского священника.
Первоначальное образование получил в Уманском духовном училище, откуда в 1857 году перешел в Киевскую духовную семинарию. В 1862 году, выдержав экзамен в 1-й Киевской гимназии и получив право бесплатного прохождения университетского курса, поступил в университет Святого Владимира на физико-математический факультет по разряду естественных наук, где и окончил курс в 1866 году со степенью кандидата, после чего был оставлен при университете по кафедре зоологии на два года для приготовления к профессорскому званию. В 1868 году выдержал магистерский экзамен и стал лаборантом при зоотомической лаборатории университета.
В 1869 году по ходатайству Киевского общества естествоиспытателей был командирован на четыре с половиной месяца с учёной целью в Крым, который посещал несколько раз и после, занимаясь преимущественно изучением черноморских аннелид. С 1870 года в течение двух лет читал лекции по зоологии на публичных курсах по естественным наукам.
В 1871 году защитил диссертацию под названием: «Saccocirus papillocircus n. gen. et sp., тип нового семейства Аннелид» (Записки Киевского общества естествоиспытателей 1871 год, т. II, выпуск 2) и получил степень магистра зоологии и был командирован на два года за границу, где и работал в Марселе, Мессине, С. Мало и преимущественно на Неаполитанской зоологической станции. В 1873 году за диссертацию «К эмбриологии членистоногих» («Записки Киевского общества Естествоиспытателей», 1873, т. III, выпуск 2) получил степень доктора зоологии

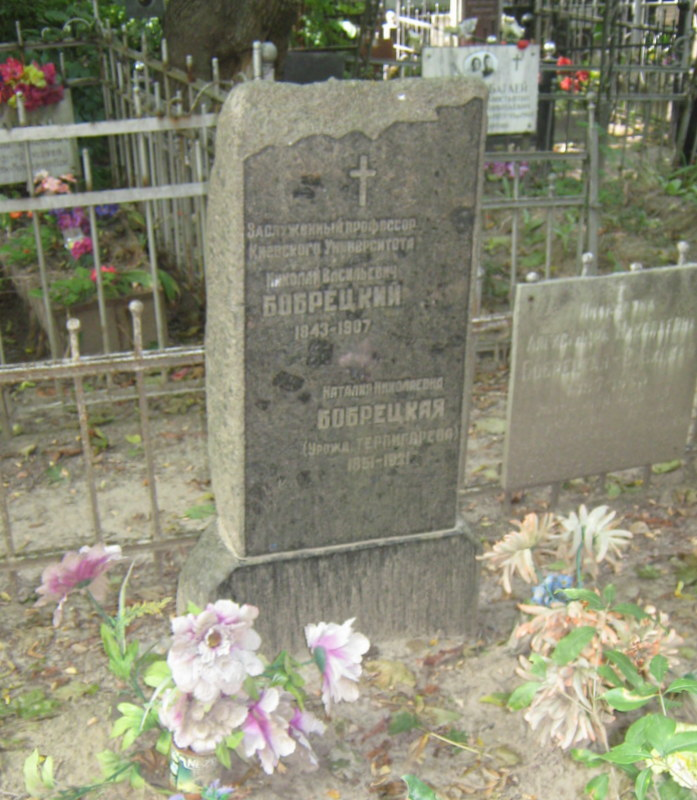
Могила Н. В. Бобрецкого

В марте 1876 года был представлен к получению должности экстраординарного профессора, но не был утверждён Советом университета и в 1876/1877 учебном году читал обязательный курс зоологии в качестве приват-доцент; в 1877 году был утверждён экстраординарным профессором киевского университета Св. Владимира по кафедре зоологии, а в 1881 году на три года был избран также секретарём физико-математического факультета; читал зоологию беспозвоночных и руководил практическими занятиями в зоотомической лаборатории. После выхода в отставку профессора С. М. Ходецкого заведовал также агрономическим кабинетом. Преподавал зоологию ещё и на Высших женских курсах.
Был ординарным профессором и деканом физико-математического факультета; с 1 января 1894 года имел чин действительного статского советника; был награждён орденами Св. Анны 3-й и 2-й (1885) ст., Св. Станислава 2-й ст. (1881), Св. Владимира 3-й ст. (1896).
В 1903—1905 годах занимал должность ректора университета.
Был членом Киевского общества естествоиспытателей, Императорского общества любителей естествознания, антропологии и этнографии, Санкт-Петербургского общества естествоиспытателей
Умер 24 сентября 1907 года[по какому календарю?]. Похоронен на Байковом кладбище Киева (участок № 9).

## Научная деятельность
Н. В. Бобрецкий написал ряд специальных работ по эмбриологии ракообразных, насекомых, головоногих моллюсков и других беспозвоночных, а также по анатомии и систематике кольчатых червей. В 1884—1887 годах издал учебник зоологии в 3-х томах, который был признан лучшим из русских учебников по этому предмету.

## Семья
Жена — Наталья Николаевна (1851—1931), урожденная Терпигорева — сестра писателя С. Н. Терпигорева.